# Promises and Lies
A Promises and Lies az UB40 brit együttes studióalbuma, amelyet 1993-ban adtak ki.

## Számok
1. „C'est La Vie” – 4:31
2. „Desert Sand” – 4:48
3. „Promises and Lies” – 3:38
4. „Bring Me Your Cup” – 5:41
5. „Higher Ground” – 4:21
6. „Reggae Music” – 4:06
7. „Can't Help Falling in Love” – 3:27
8. „Now and Then” – 3:40
9. „Things Ain't Like They Used to Be” – 4:01
10. „It's a Long Long Way” – 4:29
11. „Sorry” – 4:27